# Holton St. Mary
Holton St. Mary är en by (village) och en civil parish i Babergh, Suffolk i östra England. Orten har 209 invånare (2001). Den har en kyrka.